# 固定焦点
固定焦点（こていしょうてん）とは、ピントを合わせる機構を持たず、あらかじめ適当な位置でピントを固定してあるレンズやカメラのこと。

## 原理
レンズはその焦点距離（要するに望遠か広角か）と明るさ（F値）に応じて被写界深度（ピントの合う距離の範囲）が決まっている。これには、以下のような規則がある。
- レンズの焦点距離が長いほど被写界深度が浅く、短いほど深い。
- レンズが明るいほど被写界深度が浅く、暗いほど深い。
- 被写界深度は、手前は狭く（短く）、後ろに広い（長い）。

（被写界深度が深いとは、ピントの合う範囲が広いこと。逆に浅いとは狭いこと）
そこで、
- 焦点距離の短い広角レンズで、
- 適当に暗いレンズを使い、（もしくは絞りを入れて暗くして）
- ピントを数メートルの距離に合わせる（固定する）と、

数人の人物がならんだ記念撮影（1.5～2メートル程度の距離）から、風景撮影（無限遠）までの範囲でピントが合い、多くの用途で問題なく使用できる。また、このような特に広い範囲にピントの合った状態をパンフォーカスと呼ぶ（ただし、パンフォーカスと呼んだ場合、必ずしも無限遠を含むとは限らず、あおりで実現しても良い）。

## ゾーンフォーカス
すべての写真撮影で上記のような組み合わせが使えるわけではない。例えば人物のポートレートで、バストショット（胸から上の範囲）として撮影する場合、広角レンズを使うと極端に近寄らなければならないし、近寄ると固定焦点でピントの合う範囲を超えてしまう。また、暗いレンズを使うと、室内の撮影ではフラッシュ撮影が必須となる。
そこでピント合わせを二段階、もしくは三段階といった大まかに調整可能としたものがある。これをゾーンフォーカスと呼ぶ。例えば三段階の場合、
- 山のマーク（無限遠から3メートル付近まで）
- 人物三人のマーク（おおよそ3メートルから2メートル）
- 人物一人のマーク（おおよそ2メートルから1メートル）

といった具合である。

## オートフォーカスとそれ以降
固定焦点やゾーンマークはコンパクトカメラやハーフサイズカメラ、ポケットカメラといった比較的安価なカメラで広く使用されていた。しかし、ハネウエルのビジトロニックモジュールが出現すると、コンパクトカメラにオートフォーカスが採用され始め、ズームレンズが採用されるに到ってはオートフォーカスが必須となった。
現在でも、極端に廉価なカメラ、いわゆるトイカメラやレンズ付きフィルムには固定焦点のものが多いが、固定焦点であっても適切な設計であればピントに問題はない。写りが悪い場合、設計に問題があるか、設計者の対象とした用途を外れた過剰な要求をしているか、ピント以外の原因である。
また、一度に広い範囲を写すタイプの防犯カメラも通常は固定焦点である。もちろん、ズームレンズや望遠レンズを使う防犯カメラもある。